# Liste der Gesandten der Freien Stadt Frankfurt beim Deutschen Bund

Europa in den Grenzen von 1815
Deutscher Bund (DB)
Territorien Österreichs und Preußens außerhalb des DB

Die Freie Stadt Frankfurt war neben den Hansestädten Bremen, Hamburg und Lübeck einer der vier souveränen Stadtstaaten im Deutschen Bund von 1815 bis 1866. Wie die anderen Mitgliedstaaten im Deutschen Bund war Frankfurt durch eigene Gesandte im Bundestag vertreten, der im Palais Thurn und Taxis in Frankfurt am Main tagte.
Der jeweilige Frankfurter Gesandte war Mitglied im Senat der Freien Stadt Frankfurt, dem obersten Exekutivorgan der Freien Stadt, und deren diplomatischer Vertreter gegenüber der Diplomatie des Deutschen Bundes.
Gemäß Artikel IV, V und IX der Deutschen Bundesakte von 1815 mussten die Vertreter der vier freien Städte die 17. Stimme im engeren Rat als „Kuriatstimme“ miteinander teilen. Die gemeinsame Stimme erhielt nur bei Einstimmigkeit aller vier freien Städte ihre Gültigkeit.
Im nach Artikel VI und VII für bestimmte Bundesangelegenheiten zuständigen Plenum besaß Frankfurt eine eigene Stimme.

## Gesandter der Freien Stadt Frankfurt beim Deutschen Bund
| 1816 bis 1833: | Johann Ernst Friedrich Danz     |
| 1833 bis 1837: | Johann Gerhard Christian Thomas |
| 1838 bis 1847: | Johann Friedrich von Meyer      |
| 1848: | Eduard Ludwig von Harnier       |
| Während der Deutschen Revolution von 1848/49 bis zur Wiederherstellung des Deutschen Bundes 1851 trat der Bundestag nicht zusammen. |                                 |
| 1851 bis 1860: | Eduard Ludwig von Harnier       |
| 1861 bis 1866 | Samuel Gottlieb Müller          |

Mit der Besetzung Frankfurts durch die preußische Armee im Deutschen Krieg am 16. Juli 1866 endete die Souveränität der Freien Stadt Frankfurt.